# Katonapolitikai Osztály
A Katonapolitikai Osztály (Katpol) az Ideiglenes Nemzeti Kormány utasítására létrehozott, titkos katonai nyomozó szervezet, hírszerző és elhárító titkosszolgálat volt. A koalíciós években – az ÁVH megerősödéséig – az MKP politikai ellenfelei közéletből való kiszorításának elsődleges eszköze volt.

## A Katonapolitikai Osztály létrejötte
1945 első hónapjaiban, a Debrecenben működő Ideiglenes Nemzeti Kormány döntése alapján, az ország demokratikus átalakulásának részeként újjászervezték a Belügyminisztériumot, az államrendőrséget és ezen belül az állambiztonsági szerveket is.
A HM 40. Osztálya 1945 februárjának végén, katonai nyomozó szervként alakult meg. Feladata a katonai bűncselekményeket elkövető személyek felderítése, letartóztatása, a magyar királyi honvédség tisztjeinek igazolása, a hadiüzemek állapotának felmérése, az elhurcolt hadfelszerelések utáni nyomozás, valamint a honvédelmi miniszter személyi biztosítása volt.
Vörös János vezérezredes, honvédelmi miniszter 1945. március 12-én a következő kéréssel fordult a Szövetséges Ellenőrző Bizottság elnökéhez: "Kérem szíves jóváhagyását, hogy a Honvédelmi minisztérium keretében a katonapolitikai defenzív és offenzív osztályt felállíthassam. ... Célja a honvédség keretein belül a fasiszta, reakciós tevékenység elleni küzdelem, az ellenséges hírszerzés aktív megakadályozása és a hírszerzés offenzív végrehajtása az ellenség által megszállt területeken."
A Szövetséges Ellenőrző Bizottság engedélyét követően felállított Katonapolitikai Osztály az alábbi szervezetben működött:
- Központi apparátus: elhárító alosztály, hírszerző alosztály, igazoló csoport, őrcsoport, gazdasági- és jóléti szolgálat, kádercsoport.
- Területi szervek: a hadosztályok, a honvéd kerület parancsnokságok, a honvéd határőrség elhárító szolgálatai, a szűrőtábor és internálótábor kirendeltségek.

A Honvédelmi Minisztérium Katonapolitikai Osztályának vezetője Pálffy György lett. E személyi döntéssel a katonai hírszerzés és az elhárítás a Magyar Kommunista Párt közvetlen ellenőrzése alá került. A hadsereg háború utáni helyzetéből következően a személyügyi osztály és a Katonapolitikai Osztály számítottak a legfontosabb pozícióknak.

## A Katpol a háborút követő években
A háborút követően a Katonapolitikai Osztály feladatait a következőkben határozták meg:
- az ellenséges elemek, háborús bűnösök a demokratikus hadseregbe bekerülésének megakadályozása,
- harc az ellenséges hírszerző szervekkel szemben (elhárítás),
- háborús és népellenes bűnösök felderítése, tevékenységük bizonyítása,
- hadifogságból hazatértek ellenőrzése,
- hírszerzés.

A katonai hírszerzés és az elhárítás ekkor még a Katonapolitikai Osztályon belül, egységes szervezetben működött. A katonai elhárítás állománya 1945 októberében 245, 1946 áprilisában 315 fő volt. A Katonapolitikai Osztály székhelye előbb a Nádor utca 9. szám alatti épületben volt, majd 1946-tól a XI. Bartók Béla út 24-26. alatti Hadik (ma: Zalka Máté) laktanya lett.

## A Katpol szerepe a demokrácia elleni összeesküvésben
A Katonapolitikai Osztály nyomozati gyakorlatával már a legelső pillanatoktól kezdve átlépte a törvényesség határait. A háború végén, a legelső békeévekben még határozott szakmai fölényben voltak a Péter Gábor vezette Politika Rendészeti Osztállyal szemben, így a koalíciós években a Katpol volt az MKP politikai ellenfeleivel való leszámolásának elsődleges eszköze. A foglyaikkal szembeni embertelen, brutális bánásmód, a rendszeres kínzások mintául szolgáltak az államvédelmi rendőrség számára. "A Katpol emlőin nevelkedtünk" – ahogy egy alkalommal az ÁVH vezetője, Péter Gábor félig komolyan, félig tréfásan fogalmazott.
A Katonapolitikai Osztály terrorszervezete kulcsszerepet játszott az 1945. november 4-én tartott nemzetgyűlési választáson a mandátumok 59,9%-át megszerző Független Kisgazda Párt ellehetetlenítésében, szétverésében. A párt vezetőit koholt vádak alapján letartóztatták, illetve emigrációba kényszerítették.
1948 augusztusában a Katonapolitikai Osztály emberei merényletet kíséreltek meg a koalíciós kormány egyik legnépszerűbb politikusa, Veres Péter, a Nemzeti Parasztpárt elnöke, honvédelmi miniszter ellen. Néhány nappal később Veres minisztériumi dolgozószobájában tűz ütött ki. Ezt követően Veres a Nemzeti Parasztpárt vezetőségének egyetértésével mondott le honvédelmi miniszteri pozíciójáról.

## Átszervezések
1947 januárjában a Katonapolitikai Osztályt csoportfőnökséggé szervezték át először négy, 1948 márciusára pedig már hét osztállyal; Törzsosztály, Elhárító Osztály, Katonai Osztály, Rádiófelderítő Osztály, Hírszerző Osztály, Nyilvántartó Osztály, Káderosztály. A létszám 609 főre emelkedett, és a feladatkör is kiszélesedett.
1948-ban az Államrendőrség átszervezésével létrehozott BM Államvédelmi Hatóság hatáskörébe kerültek a határ-, a folyam- és a légi-rendészeti hatóságok, a Külföldieket Ellenőrző Országos Központi Hatóság, az útlevél kiállítás joga, a rendőrhatósági felügyelet és őrizet alá helyezés ügyei.
1950. február 1-jével a szervezet nevét HM IV. Főcsoportfőnökségre változtatták. Az átszervezett részlegen belül négy csoportfőnökséget és három önálló osztályt alakítottak: Hírszerző Csoportfőnökség, Elhárító Csoportfőnökség, Katonai Csoportfőnökség, Rádiófelderítő Csoportfőnökség, illetve Káderosztály, Támadó Elhárító Osztály, Törzsosztály. Decemberben, a már kizárólagos hatalmat birtokló Magyar Dolgozók Pártja vezetőinek döntése alapján került sor az állambiztonsági szervek összevonására, az egységes és gyakorlatilag korlátlan hatáskörrel felruházott Államvédelmi Hatóság megszervezésére, mely egy időre véget vetett a katonai hírszerzés és elhárítás önálló szervezeti működésének.

## A Katonapolitikai Osztály ismert tisztjei
- Pálffy György altábornagy, 1949. július 5-én koholt vádak alapján letartóztatták, a katonai bíróság halálra ítélte, október 24-én kivégezték.
- Kruchina Viktor ezredes, a német megszállás után részt vett a fegyveres ellenállásban. Pálffy első helyettese volt. Az ÁVH 1947. január 18-án merényletet kísérelt meg ellene.[j 11] A sebesült ezredesnek sikerült eljutnia a Brit Katonai Misszióra, ahonnan másnap Bécsbe csempészték. 1948 júniusától Angliában élt, hírszerzőket képzett ki.[j 12] 1978. február 20-án, Londonban halt meg.
- Gát Zoltán ezredes, a katonai akadémia elvégzését követően a VKF-2 elhárítótisztjeként szolgált. A front közeledtével átállt az oroszokhoz. 1945 augusztusától szolgált a Katpol állományában. Kruchina disszidálását követően Pálffy helyettese, 1948-tól a külföldi hírszerzés és a támadólagos elhárítás vezetője volt. 1949. december 28-án letartóztatták, internálták, végül 1953. november 17-én öt év börtönre ítélték.[j 13][j 14] Rövidesen azonban kiszabadult, és a Magyar Lakkfestékipari Vállalatnál helyezkedett el.
- Marschall László Önkéntesként vett részt a spanyol polgárháborúban, majd a francia ellenállási mozgalomban harcolt. Hazatérése után 1945 júniusától 1946 májusáig teljesített szolgálatot a Katonapolitikai Osztályon. Ezt követően a Belügyminisztérium határ-, folyam- és légrendészeti osztályának vezetője, majd 1948-ban – rendőrezredesi rangban – a Belügyminisztérium Nevelési Osztályának vezetője lett. 1949 februárjában saját kérelmére leszerelt a rendőrségtől, és a Népsport főszerkesztője lett. Az ÁVH 1949. május 24-én tartóztatta le Rajk Lászlóval való „kapcsolata” miatt. Pere a Rajk-per második katonai vonalaként értékelhető. A Marschall-perben öt vádlott-társával állították a Budapesti Katonai Törvényszék elé. A bíróság 1949. november 8-án hozott elsőfokú elmarasztaló ítéletében kötél általi halálra ítélte. 1949. december 19-én a Katonai Főtörvényszék a másodfokon hozott, I. 306/1949 számú ítéletében helybenhagyta az első fokon hozott halálos ítéletet. Marschall Lászlót 1949. december 29-én felakasztották. 1956-ban rehabilitálták.
- Korondi Béla őrnagy. Erdőmérnök, a csendőrtiszti tanfolyam elvégzése után 1942-ben, századosi rangban az Államvédelmi Központban Kudar Lajos csendőr ezredes segédtisztjeként szolgált. A német megszállás után részt vett a fegyveres ellenállásban. 1945 augusztusában került a Katonapolitikai Osztályra, ahol a második főcsoport vezetője lett. 1946 tavaszán a határőrség főparancsnokság 1. b. osztályát vezette, majd 1946 novemberében átkerült a Belügyminisztériumba. A karhatalmi alosztály vezetőjeként szervezte meg a karhatalmi alakulatokat. Ezt követően, ezredesi rangban a Belügyminisztérium Kiképzési Osztályának vezetője lett. 1949. június 6-án tartóztatták le. A katonai bíróság a Pálffy-ügy tárgyalása során kötél halálra ítélte, október 24-én kivégezték. 1955-ben rehabilitálták.
- Földi Lajos vezérőrnagy. 1932-ben végzett a Ludovika Akadémián, de 1937-ben nyugdíjaztatta magát. A német megszállás alatt hamis papírokkal kommunistákat és zsidókat bújtatott. 1945. július 15-től a Katpol tisztje, nagy szerepe volt a kor legmodernebb, lyukkártyás nyilvántartási rendszerének összeállításában. 1947-től Katonapolitikai csoportfőnök. 1948. szeptember 16-án letartóztatták, 1952-ben elítélték, de az 1953-as közkegyelem során az ítéletét megsemmisítették, őt pedig szabadlábra helyezték. 1964-ben rehabilitálták.
- Kardos György ezredes, nyomozó- és kihallgatótiszt, 1949. végén alezredesi rangban az ÁVH állományába került. 1950. október 3-án letartóztatták, 1951. március 21-én kémkedésért, illetve titoksértésért ítélték el. 1954-ben rehabilitálták, majd két évvel később reaktiválták. Az 1956-os forradalom során fegyverrel harcolt a felkelők ellen. 1956 után a HM határon túli katonai hírszerzés osztályán szolgált. A civil életben a Magvető Kiadó igazgatója lett. 1985. december 27-én hátsófali infarktust kapott, a Kútvölgyi úti kórházban hunyt el.
- Berkesi András ezredes, kihallgatótiszt, később őrnagyi rangban az ÁVH katonai elhárítási osztályának vizsgálótisztje. 1950-ben letartóztatták, majd 1951 tavaszán közokirat-hamisítás, hivatalos hatalommal való visszaélés, hamis tanúzásra való rábírás és szolgálati titoksértés miatt tíz év fegyházbüntetésre ítélték. 1954-ben rehabilitálták, a civil életben ismert krimiíró lett.
- Kornis Pál alezredes, a párt és a Katonapolitikai Osztály összekötője volt. 1955–57 között a Tervhivatal munkatársa, 1960–71 között a Kiadói Főigazgatóság helyettes vezetője, majd nyugdíjazásáig a Kultúra Külkereskedelmi Vállalat vezetője volt.
- Révész Géza 1945-ben a párt Információs Osztálya, 1946-47 között az MKP KV Karhatalmi Osztályának vezetője, 1948-tól altábornagy, a Katonapolitikai Főcsoportfőnökség vezetője, 1956 után vezérezredes, honvédelmi miniszter, majd 1960-1963 között moszkvai nagykövet volt. 1977-ben, 74 évesen hunyt el.
- Ugray Ferenc, 1956 után vezérőrnagy, vezérkari főnök volt.
- Csonka György, a Katpol nyilvántartásának vezetője, később a móri tüzérezred parancsnoka volt. 1950. április 15-én letartóztatták, október 17-én vádat emeltek ellene. 1950. október 31-én életfogytiglani börtönbüntetésre ítélték. 1956. április 21-én szabadult ki, szeptember 19-én rehabilitálták. Meghalt 2008-ban.
- Sármány József őrnagy, Pálffy György sógora.
- Josef von Ferenczy 1948-ban emigrált későbbi médiamágnás. Bár megcáfolhatatlan bizonyítékokkal még senki nem támasztotta alá azt a feltételezést, hogy Ferenczy a szovjet titkosszolgálat embere volt, homályos életrajzi adatai, egymásnak sokszor ellentmondó önéletrajzi visszaemlékezései számos találgatásra adtak okot. Ferenczynek a budapesti helyőrség D osztályának vezetőjeként feladata az igazoló eljárások felügyelete volt. A D osztály később a katonapolitikai osztály kötelékébe került.